# Peru az 1992. évi nyári olimpiai játékokon
Peru a spanyolországi Barcelonában megrendezett 1992. évi nyári olimpiai játékok egyik részt vevő nemzete volt. Az országot az olimpián 9 sportágban 16 sportoló képviselte, akik összesen 1 érmet szereztek.

## Érmesek
| Érem  | Versenyző | Sportág       | Versenyszám |
| ----- | --------- | ------------- | ----------- |
| Ezüst | Juan Giha | Sportlövészet | Skeet       |

## Asztalitenisz
Férfi
| Versenyző                 | Versenyszám | Csoportkör | Csoportkör | Nyolcaddöntő      | Negyeddöntő       | Elődöntő          | Döntő             | Helyezés |
| Versenyző                 | Versenyszám | Ellenfél Eredmény | Hely.      | Ellenfél Eredmény | Ellenfél Eredmény | Ellenfél Eredmény | Ellenfél Eredmény | Helyezés |
| ------------------------- | ----------- | --- | ---------- | ----------------- | ----------------- | ----------------- | ----------------- | -------- |
| Yair Nathan               | Egyes       | L csoport · Zoran Primorac (CRO) · 0-2 · James Butler (USA) · 0-2 (visszalépett) · Tomáš Jančí (TCH) · 0-2 (visszalépett)                                                                                         | 4.         | kiesett           | kiesett           | kiesett           | kiesett           | 49.      |
| Walter Nathan Yair Nathan | Páros       | B csoport · Kína (CHN) · Lü Lin · Vang Tao (Wang Tao) · 0-2 · Horvátország (CRO) · Zoran Primorac · Dragutin Šurbek · 0-2 · Észak-Korea (PRK) · Ri Gunszang (Li Gun-Sang) · Cshö Gjongszop (Choi Kyong-Sob) · 0-2 | 4.         |                   | kiesett           | kiesett           | kiesett           | 25.      |

Női
| Versenyző                     | Versenyszám | Csoportkör | Csoportkör | Nyolcaddöntő      | Negyeddöntő       | Elődöntő          | Döntő             | Helyezés |
| Versenyző                     | Versenyszám | Ellenfél Eredmény | Hely.      | Ellenfél Eredmény | Ellenfél Eredmény | Ellenfél Eredmény | Ellenfél Eredmény | Helyezés |
| ----------------------------- | ----------- | --- | ---------- | ----------------- | ----------------- | ----------------- | ----------------- | -------- |
| Eliana González               | Egyes       | P csoport · Jelena Tyimina (EUN) · 0-2 · Jamasita-Kaizu Fumijo (JPN) · 0-2 · Abiola Odumosu (NGR) · 2-0                                                                                               | 3.         | kiesett           | kiesett           | kiesett           | kiesett           | 33.      |
| Eliana González Magaly Montes | Páros       | A csoport · Kína (CHN) · Csen Ce-ho (Chen Zihe) · Kao Csün (Gao Jun) · 0-2 · Németország (GER) · Nicole Struse · Elke Schall-Wosik · 0-2 · Románia (ROU) · Emilia Elena Ciosu · Adriana Năstase · 0-2 | 4.         |                   | kiesett           | kiesett           | kiesett           | 25.      |

## Atlétika
Férfi
| Versenyző          | Versenyszám | Előfutam | Előfutam | Előfutam | Döntő   | Döntő    |
| Versenyző          | Versenyszám | Idő      | Hely.    | Össz.    | Idő     | Helyezés |
| ------------------ | ----------- | -------- | -------- | -------- | ------- | -------- |
| Juan José Castillo | 10 000 m    | 30:04,60 | 19.      | 40.      | kiesett | kiesett  |

Női
| Versenyző   | Versenyszám | Döntő   | Döntő    |
| Versenyző   | Versenyszám | Idő     | Helyezés |
| ----------- | ----------- | ------- | -------- |
| Ena Guevara | Maraton     | 3:05:50 | 34.      |

## Kajak-kenu

### Szlalom
Férfi
| Versenyző   | Versenyszám | Döntő    | Döntő    | Döntő    | Döntő    | Döntő         | Helyezés |
| Versenyző   | Versenyszám | 1. futam | 1. futam | 2. futam | 2. futam | Jobb eredmény | Helyezés |
| Versenyző   | Versenyszám | Pont     | Hely.    | Pont     | Hely.    | Pont          | Helyezés |
| ----------- | ----------- | -------- | -------- | -------- | -------- | ------------- | -------- |
| Eric Arenas | Kajak egyes | 170,02   | 38.      | 254,52   | 42.      | 170,02        | 42.      |

## Kerékpározás

### Pálya-kerékpározás
Üldözőversenyek
| Versenyző       | Versenyszám                | Selejtező | Selejtező | Negyeddöntő  | Negyeddöntő | Negyeddöntő | Elődöntő     | Elődöntő  | Elődöntő | Döntő        | Döntő     | Helyezés |
| Versenyző       | Versenyszám                | Idő       | Hely.     | Ellenfél Idő | Saját idő   | Hely.       | Ellenfél Idő | Saját idő | Hely.    | Ellenfél Idő | Saját idő | Helyezés |
| --------------- | -------------------------- | --------- | --------- | ------------ | ----------- | ----------- | ------------ | --------- | -------- | ------------ | --------- | -------- |
| Anthony Ledgard | Férfi egyéni üldözőverseny | 4:49,626  | 21.       | kiesett      | kiesett     | kiesett     | kiesett      | kiesett   | kiesett  | kiesett      | kiesett   | 21.      |

## Öttusa
| Versenyző            | Versenyszám | Vívás    | Vívás | Vívás | Úszás  | Úszás | Úszás | Lövészet | Lövészet | Lövészet | Futás   | Futás | Futás | Lovaglás     | Lovaglás     | Lovaglás     | Összesen    | Összesen |
| Versenyző            | Versenyszám | Pontszám | Pont  | Hely. | Idő    | Pont  | Hely. | Eredmény | Pont     | Hely.    | Idő     | Pont  | Hely. | Idő          | Pont         | Hely.        | Összes pont | Helyezés |
| -------------------- | ----------- | -------- | ----- | ----- | ------ | ----- | ----- | -------- | -------- | -------- | ------- | ----- | ----- | ------------ | ------------ | ------------ | ----------- | -------- |
| Luis Alberto Urteaga | Egyéni      | 19-46    | 541   | 61.*  | 3:52,3 | 1016  | 65.   | 173      | 865      | 59.**    | 13:48,2 | 1081  | 37.   | visszalépett | visszalépett | visszalépett | 3503        | 65.      |

* - két másik versenyzővel azonos eredményt ért el

## Sportlövészet
Nyílt
| Versenyző      | Versenyszám | Selejtező | Selejtező | Elődöntő | Elődöntő | Döntő   | Döntő    |
| Versenyző      | Versenyszám | Pont      | Helyezés  | Pont     | Helyezés | Pont    | Helyezés |
| -------------- | ----------- | --------- | --------- | -------- | -------- | ------- | -------- |
| Francisco Boza | Trap        | 141       | 25.**     | kiesett  | kiesett  | kiesett | kiesett  |
| Juan Giha      | Skeet       | 149       | 3.*       | 198      | 3.**     | 222     | ***      |

* - egy másik versenyzővel azonos eredményt ért el

** - három másik versenyzővel azonos eredményt ért el

*** - két másik versenyzővel azonos eredményt ért el, szétlövés után 3 ponttal a 2. helyen végzett, így ezüstérmes lett.

## Súlyemelés
| Versenyző           | Versenyszám | Szakítás | Szakítás | Lökés    | Lökés    | Összesen | Helyezés |
| Versenyző           | Versenyszám | Eredmény | Helyezés | Eredmény | Helyezés | Összesen | Helyezés |
| ------------------- | ----------- | -------- | -------- | -------- | -------- | -------- | -------- |
| Rolando Marchinares | +110 kg     | 152,5    | 18.      | 195,0    | 16.      | 347,5    | 17.      |

## Tenisz
Férfi
| Versenyző    | Versenyszám | 64-es főtábla                                          | 32-es főtábla                           | Nyolcaddöntő      | Negyeddöntő       | Elődöntő          | Döntő             | Helyezés |
| Versenyző    | Versenyszám | Ellenfél Eredmény                                      | Ellenfél Eredmény                       | Ellenfél Eredmény | Ellenfél Eredmény | Ellenfél Eredmény | Ellenfél Eredmény | Helyezés |
| ------------ | ----------- | ------------------------------------------------------ | --------------------------------------- | ----------------- | ----------------- | ----------------- | ----------------- | -------- |
| Pablo Arraya | Egyes       | Javier Frana (ARG) · 2-6, 0-6, 7-6(7–3), 7-6(7–3), 2-6 | kiesett                                 | kiesett           | kiesett           | kiesett           | kiesett           | 33.      |
| Jaime Yzaga  | Egyes       | Lijendar Pedzs (IND) · 1-6, 7-6(7–4), 6-0, 6-0         | Pete Sampras (USA) · 3-6, 0-6, 6-3, 1-6 | kiesett           | kiesett           | kiesett           | kiesett           | 17.      |

## Úszás
Férfi
| Versenyző          | Versenyszám  | Előfutam | Előfutam | Előfutam | Döntő   | Döntő   | Döntő   | Helyezés |
| Versenyző          | Versenyszám  | Idő      | Hely.    | Össz.    | Típus   | Idő     | Hely.   | Helyezés |
| ------------------ | ------------ | -------- | -------- | -------- | ------- | ------- | ------- | -------- |
| Alejandro Alvizuri | 100 m hát    | 57,72    | 1.       | 29.      | kiesett | kiesett | kiesett | kiesett  |
| Alejandro Alvizuri | 200 m hát    | 2:03,10  | 1.       | 20.*     | kiesett | kiesett | kiesett | kiesett  |
| Alejandro Alvizuri | 200 m vegyes | 2:15,10  | 4.       | 45.      | kiesett | kiesett | kiesett | kiesett  |

Női
| Versenyző         | Versenyszám | Előfutam | Előfutam | Előfutam | Döntő   | Döntő   | Döntő   | Helyezés |
| Versenyző         | Versenyszám | Idő      | Hely.    | Össz.    | Típus   | Idő     | Hely.   | Helyezés |
| ----------------- | ----------- | -------- | -------- | -------- | ------- | ------- | ------- | -------- |
| Claudia Velásquez | 100 m mell  | 1:17,80  | 2.       | 39.      | kiesett | kiesett | kiesett | kiesett  |
| Claudia Velásquez | 200 m mell  | 2:47,31  | 5.       | 37.      | kiesett | kiesett | kiesett | kiesett  |

* - egy másik versenyzővel azonos időt ért el